# Grypocoris stysi
Grypocoris stysi ist eine Wanzenart aus der Familie der Weichwanzen (Miridae).

## Merkmale
Die Wanzen werden 6 bis 8 Millimeter lang. Sie sind hell gelblich-weiß und schwarz gemustert und haben einen auffallend orange-gelb gefärbten Cuneus der Hemielytren. Dadurch sind sie unverwechselbar, Stenotus binotatus hat jedoch gewisse Ähnlichkeit.

## Vorkommen und Lebensraum
Die Art ist in Westeuropa von den Britischen Inseln bis nach Spanien verbreitet. Sie besiedelt Wälder.

## Lebensweise
Die Wanzen saugen überwiegend an Brennnesseln (Urtica), seltener findet man sie auch an Doldenblütlern (Apiaceae) und Weißer Zaunrübe (Bryonia alba). Sowohl die Nymphen, als auch die Imagines saugen sowohl an den Blüten als auch räuberisch an kleinen Wirbellosen wie etwa Blattläusen. Die Nymphen schlüpfen im Mai und beenden ihre Entwicklung im Juni und Juli. Später als August kann man kaum noch überlebende Imagines antreffen.

## Belege